# St. Wendelin (Reckertshausen)

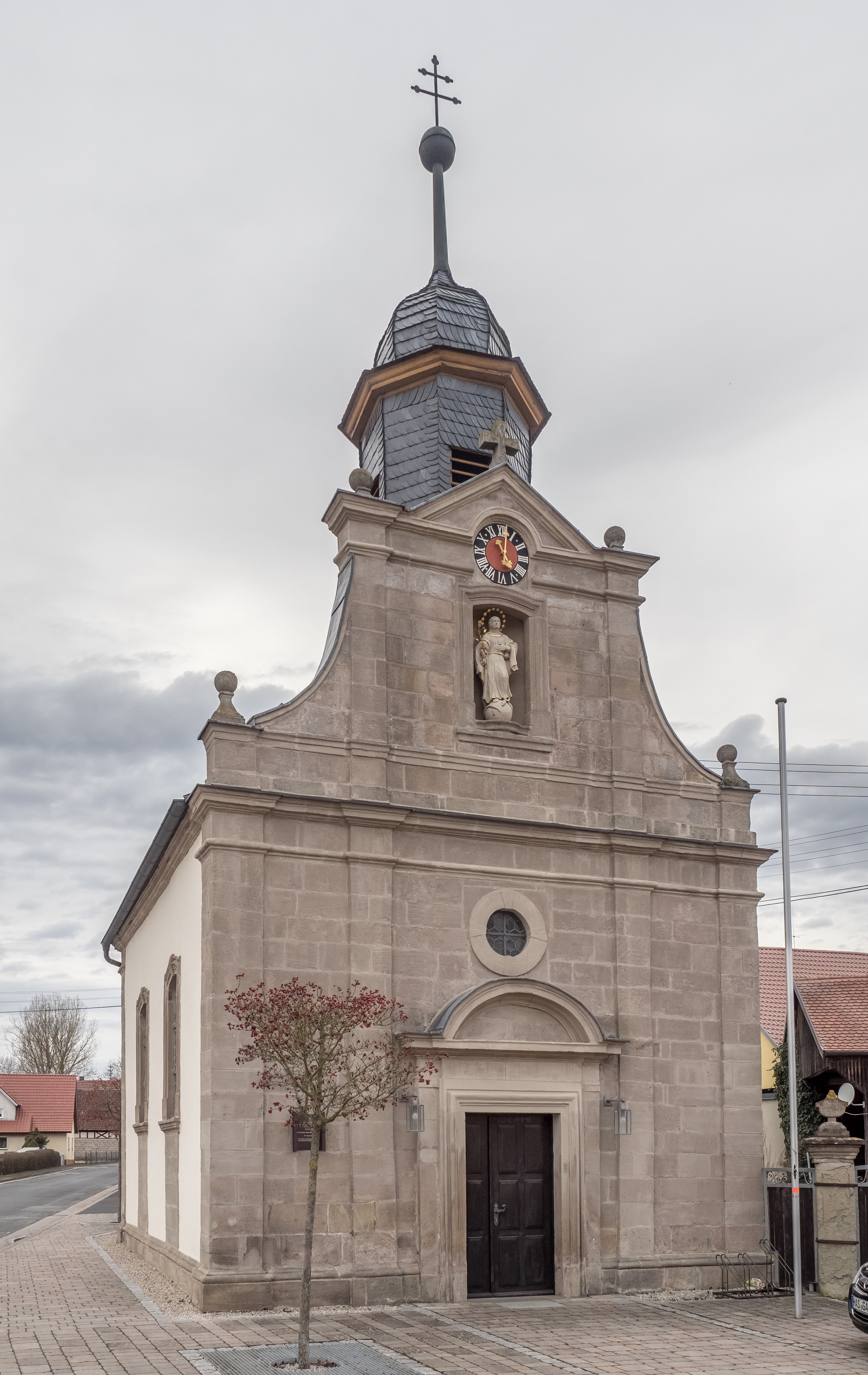
St. Wendelin (Reckertshausen)

Die römisch-katholische, denkmalgeschützte Filialkirche St. Wendelin steht in Reckertshausen, einem Gemeindeteil der Stadt Hofheim in Unterfranken im unterfränkischen Landkreis Haßberge (Bayern). Sie stammt aus dem Jahr  1764. Die Kirche gehört zur Pfarreiengemeinschaft Hofheim im Dekanat Haßberge des Bistums Würzburg. Kirchenpatron ist der heilige  Wendelin.

## Beschreibung
Die  giebelständige Saalkirche aus einem Langhaus und einem eingezogenen, dreiseitig geschlossenen Chor im Westen wurde im Jahre 1764 durch den Maurer- und Baumeister Johann Bader aus Sternberg im Grabfeld gebaut und 1771 geweiht. Die mit Lisenen und Gesimsen gegliederte Fassade aus Quadermauerwerk im Osten des Langhauses beherbergt das Portal und ist mit einem Schweifgiebel bedeckt. In einer Nische steht die Statue des Hl. Wendelin. Darüber befindet sich das Zifferblatt der Turmuhr. Aus dem Satteldach des Langhauses erhebt sich gleich dahinter ein achtseitiger, schiefergedeckter Dachreiter, der den Glockenstuhl beherbergt und mit einer Zwiebelhaube bedeckt ist.
Die Orgel mit sieben Registern, einem Manual und einem Pedal wurde 1984 von Horst Hoffmann errichtet.